# حبيب بهماني
حبيب بهماني جونقاني (من مواليد 24 يناير 1988-)، لاعب إيراني سابق في الووشو ساندا، يتولى تدريب منتخب الووشو الكرواتي منذ عام 2021.وهو عضو سابق في منتخب الووشو الإيراني ومدرب سابق لمنتخب الووشو الإيراني .

## الإنجازات
- كأس العالم للكبار - إيطاليا 2009: الوصيف (في الوزن 70 كجم).[5]
- بطولة البلقان المفتوحة للوشو – أفيون قره حصار 2022: الميدالية الذهبية للناشئين "ألين شيهيتش" (وزن 75 كجم)، الميدالية الفضية "توني تشويتش-كلينوفار" (وزن 70 كجم) - أول ميدالية كرواتية لكبار السن[6]
- بطولة العالم للناشئين في الووشو – جاكرتا 2022: الميدالية البرونزية (وزن 75 كجم)، الأولى في تاريخ الووشو الكرواتي، بعد فوزه على منافسين من تركمانستان وإيطاليا.[7][8]
- درب منتخب كرواتيا للووشو في بطولة الووشو الأوروبية 2023 بإسطنبول بتركيا في الفئة العمرية لكبار السن، حصل "فران يوراج كايس" على الميدالية البرونزية في فئة وزن 80 كجم، بينما حصل "توني تشويتش-كلينوفار" على ميدالية ذهبية في فئة وزن 70 كجم، مسجلاً أول ميدالية ذهبية لكبار السن في تاريخ الووشو الأوروبي، وفي الفئة العمرية للناشئين، حصل المنتخب الكرواتي على ميداليتين فضيتين في وزني (60 كجم) و(65 كجم) وميداليتين برونزيتين في فئة الأولاد، وميداليتين فضيتين في وزني (56 كجم) و(60 كجم) في فئة البنات.[9]

|  |  |  |